# Think of Me First as a Person
Think of Me First as a Person is een Amerikaanse documentaire uit 2006. De film bestaat uit een serie amateuropnamen gemaakt tussen 1960 en 1975. De opnamen, gemaakt door Dwight Core, volgen zijn zoon die lijdt aan het syndroom van Down. Cores kleinzoon George Ingmire vond dit materiaal enkele jaren later en maakte daar deze film van. De film werd voor het eerst vertoond in 2006 op het New Orleans Home Movie Day-festival, en datzelfde jaar werden de originele amateuropnamen opgenomen in het National Film Registry.